# Cyankali (1977)
Cyankali ist die 1977 geschaffene Studioaufzeichnung des Fernsehens der DDR einer Inszenierung von Jurij Kramer nach einem Drama von Friedrich Wolf aus dem Jahr 1929.

## Produktion
Die Erstausstrahlung erfolgte im 1. Programm des Fernsehens der DDR am 15. September 1977 in Farbe.

## Kritik
Mimosa Künzel von der Neuen Zeit wurde besonders von der Leistung der noch unbekannten Renate Krößner beeindruckt, die sich stark mit der Rolle, durch ihr eruptives Spiel und ihr erstaunliches Eindrucksvermögen, identifizierte. Dadurch unterschied sie sich, durch die recht uneinheitliche Inszenierung von Jurij Kramer, von den übrigen darstellerischen Leistungen.